# Kantatie 54
La Kantatie 54 (in svedese Stamväg 54) è una strada principale finlandese. Ha inizio a Hollola e si dirige verso est, dove si conclude dopo 97 km nei pressi di Tammela.

## Percorso
La Kantatie 54 attraversa i comuni di Kärkölä, Hausjärvi, Riihimäki, Loppi e Hämeenlinna.